# Ghidirim, Bârzula
Ghidirim de asemenea Ghiderim (în ucraineană Гидерим, transliterat: Hîderîm) este un sat în comuna Cuialnic din raionul Bârzula, regiunea Odesa, Ucraina.

## Demografie
Componența lingvistică a localității Ghidirim
     Română (68,66%)
     Rusă (17,33%)
     Ucraineană (13,37%)
Conform recensământului din 2001, majoritatea populației localității Ghidirim era vorbitoare de română (68,66%), existând în minoritate și vorbitori de rusă (17,33%) și ucraineană (13,37%).

## Vezi și
- Românii de la est de Nistru